# Bell X-9 Shrike
Le Bell X-9 Shrike est un prototype de missile air-sol américain propulsé par un moteur-fusée à ergols liquides utilisé comme banc d'essai pour le développement du missile nucléaire GAM-63 Rascal. Il est aussi connu sous le nom de Bird Shrike - "Pie-grièche" -.
Dans le cadre du programme X-9, 31 missiles expérimentaux sont produits et essayés en vol d'avril 1949 à janvier 1953 en vue de récolter des données d'ordre aérodynamique et de tester leurs systèmes de guidage et de propulsion.
Tous les missiles sont détruits lors des essais et le seul fragment de X-9 connu est un morceau de dérive exposé au Musée Larry Bell de Mentone dans l'Indiana.

### Développements postérieurs
- GAM-63 Rascal